# Rijksheerlijkheid Pyrmont

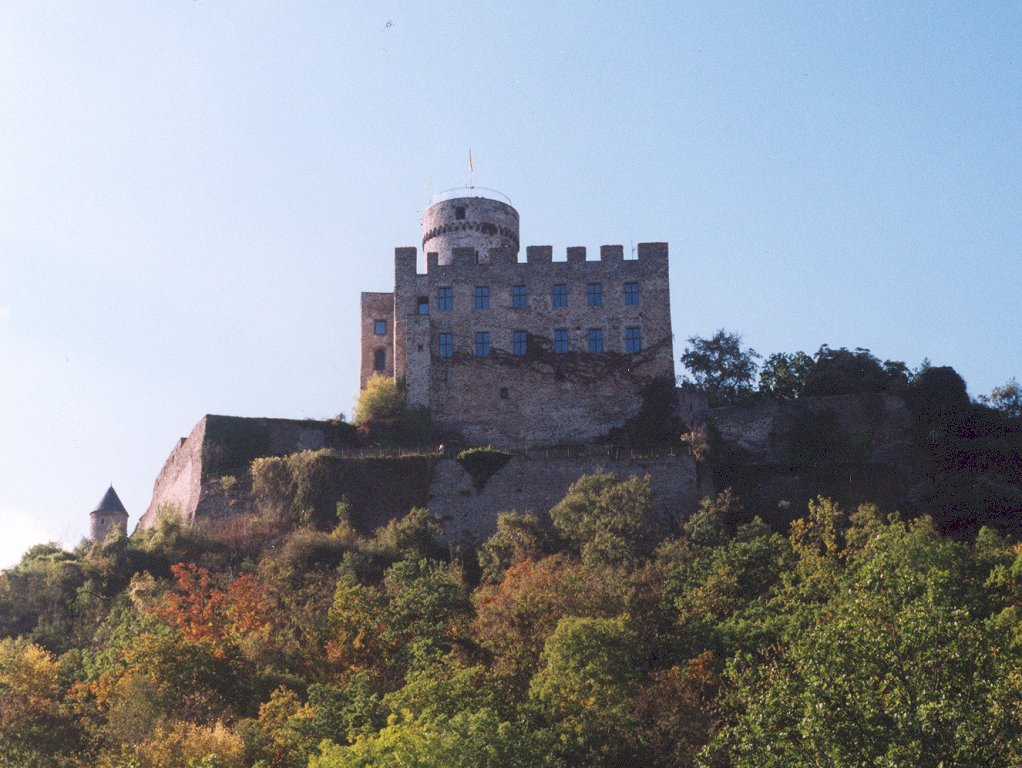
Burg Pyrmont, oostkant

Pyrmont was een heerlijkheid binnen het Heilige Roomse Rijk. Zij was niet ingedeeld bij een kreits.
De burcht Pyrmont ligt in de huidige gemeente Roes (Kreis Cochem) in Rijnland-Palts.
In de dertiende eeuw bouwde een zijlinie van de heren van Schönberg in Ösling (Malmedy) op een steile helling langs het dal van de Eltz een burcht. De burcht vormde het middelpunt van een kleine rijksheerlijkheid. De heren van Pyrmont kwamen in de vijftiende eeuw ook in het bezit van de Ehrenburg.
Hendrik van Pyrmont werd in 1495 in tot rijksvrijheer verheven. De familie stierf uit in 1524.
Een linie van de heren van Eltz erft de heerlijkheid en na een lange erfstrijd in de zeventiende eeuw weet ook de vrijheer Waldbott von Bassenheim in 1652 een deel te verwerven. In 1710 wordt de hele heerlijkheid herenigd door Waldbott van Bassenheim. Deze familie was sinds 1555 ook in het bezit van de rijksheerlijkheid Olbrück.
Op 23 mei 1720 wordt de familie door de keizer in de gravenstand verheven.
De heerlijkheid wordt in 1797 door Frankrijk ingelijfd. De familie wordt schadeloos gesteld in de Reichsdeputationshauptschluss van 25 februari 1803. In paragraaf 24 krijgt de graaf van Bassenheim voor het verlies van Pyrmont en Olbrück de abdij Heggbach (met uitzondering van de plaatsen Mietingen en Sulmingen).
Lang heeft de graaf geen plezier gehad van zijn nieuwe graafschap, want artikel 24 van de Rijnbondakte van 12 juli 1806 stelt het graafschap Hegbach onder de soevereiniteit van het koninkrijk Württemberg: de mediatisering.
In 1815 deelt het Congres van Wenen Pyrmont toe aan het koninkrijk Pruisen.

## Regenten
| regering  | naam               | geboren   | overleden | familie |
| --------- | ------------------ | --------- | --------- | ------- |
| 1667-1729 | Kasimir Ferdinand  | 1642      | 6-11-1729 |         |
| 1667-1720 | Frans Emmerich     | 1648      | 9-10-1720 | broer   |
| 1729-1731 | Rudolf Johan       | 1680/6    | 29-1-1731 | zoon    |
| 1731-1797 | Johan Maria Rudolf | 29-6-1731 | 15-2-1805 | zoon    |